# Rio Blahnița (Gilort)
O Rio Blăgeşti é um rio da Romênia afluente do Rio Gilort, localizado no distrito de Gorj.